# Жумабеков, Булат Серикович
Булат Серикович Жумабеков (каз. Болат Серікұлы Жұмабеков; род. 5 ноября 1972, Район имени Габита Мусрепова, Северо-Казахстанская область) — казахстанский государственный деятель. Аким города Петропавловска (2012—2013; 2019—2022).

## Биография
Родился 5 ноября 1972 года в п. Куйбышевское Куйбышевского района Кокчетавской области.
В 1995 году окончил Акмолинский сельскохозяйственный институт по специальности Ученый-агроном.
Окончил Северо-Казахстанский государственный университет по специальности юрист.

## Трудовая деятельность
Трудовую деятельность начал в 1997 году специалистом аппарата акима Тимирязевского района.
С 1998 по 2005 годы — работал в местных исполнительных органах по вопросам земельных отношений. Являлся председателем Тимирязевского районного комитета по управлению земельными ресурсами Северо-Казахстанской области.
С 2005 по 2007 годы — начальник отдела сельского хозяйства Тимирязевского района.
С 2007 по 2009 годы — аким Тимирязевского района Северо-Казахстанской области.
С 2009 по 2011 годы — руководитель аппарата акима Северо-Казахстанской области.
С 2011 по 2012 годы — заместитель акима Северо-Казахстанской области по вопросам промышленности, предпринимательства и ЖКХ.
С 1 февраля 2012 по 6 мая 2013 года — аким города Петропавловска.
С 14 августа 2014 по 24 января 2018 года — aким Кызылжарского района Северо-Казахстанской области.
С 24 января 2018 года по 12 апреля 2019 года — aким района имени Габита Мусрепова Северо-Казахстанской области.
С 12 апреля 2019 года — аким города Петропавловска.
22 июня 2022 года подал в отставку с поста акима города Петропавловска

## Награды
- Орден Курмет (2016)[3]
- Медаль «За трудовое отличие» (Казахстан) (2010)[4]
- Медаль «25 лет независимости Республики Казахстан» (2016)
- Юбилейная медаль «20 лет Астане» (2018)